# The Padre's Sacrifice
The Padre's Sacrifice è un cortometraggio muto del 1913 diretto da William H. Brown. Brown, che appare anche tra gli interpreti, era un attore e questo è il suo unico film da regista.

## Produzione
Il film fu prodotto dalla Majestic Motion Picture Company.

## Distribuzione
Distribuito dalla Mutual Film, il film - un cortometraggio in una bobina - uscì nelle sale cinematografiche USA il 2 dicembre 1913.